# 国王手許金会計長官
国王手許金会計長官（英語: Keeper of the Privy Purse）は、イギリスの宮廷職。英国君主の私的な財産支出や慈善団体への寄付を管理する。長官を長としてバッキンガム宮殿内に国王手許金会計官事務局を置く。古くは王と親しい間柄の人物が長官に任命されるケースが多かった。

## 概要

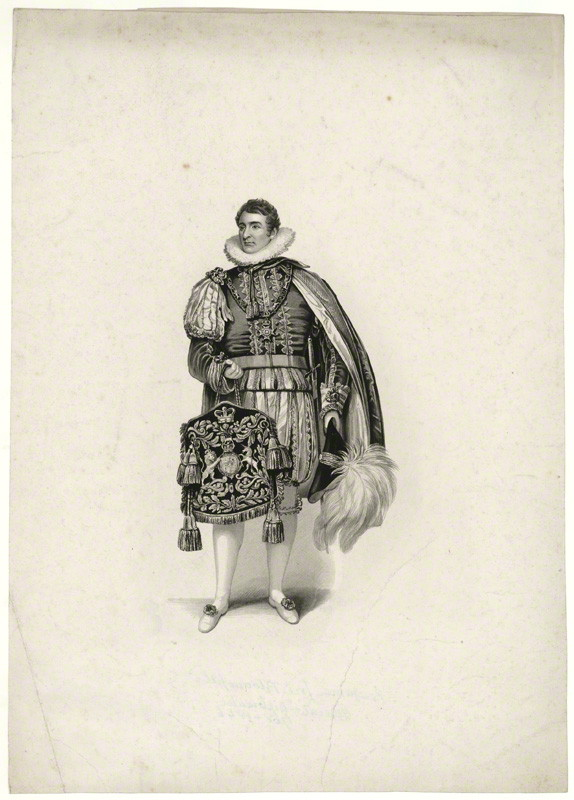
ジョージ4世戴冠式に際して正装した初代ブルームフィールド男爵。会計長官としての財布を手に持つ。

国王手許金会計長官は王室の財産管理に関して、国王付会計官(Treasurer to the King / Queen)とともに責任を負う。会計官は英国君主による慈善団体への寄付及び加入、チャペル・ロイヤルの助成金管理も行う。長たる会計長官を筆頭に会計官等のスタッフから成り、一つの部署をバッキンガム宮殿内に構成している。
その国王手許金会計官事務局はバッキンガム宮殿内の宮廷内郵便によって宮内長官事務局や国王秘書官事務局などの各部署と連絡を取り合う仕組みとなっている。
『英国の歴史』では「大抵は王のお気に入りである会計長官」と触れられているが、それゆえ初期の会計長官の中にはヘンリー・ノリスのように処刑された事例もあった。国王チャールズ2世、ジェームズ2世、女王アンからジョージ2世の時代においては、会計長官は勅許状に基づいて宮内長官の指名で任命された。ただしジョージ3世の代には公文書上に任命記録がないことから、口伝えの非公式な任命へと変化したとされる。またジョージ3世は寵臣の第3代ビュート伯爵ジョン・ステュアートが首相を退いた後も、会計長官として宮廷に留任させることで引き続き国政に関与させており、悪しき前例を残している。その後、放蕩家の摂政ジョージの代に官報掲示による公式任命が再度復活して現在に至っている。
会計長官の管理する王室費の額もまた時代とともに変化してきた。17世紀から19世紀にかけては2万～6万ポンドであったが、外遊を好んだエドワード7世の代に11万ポンドへと増額されている。
現在の国王手許金会計長官はサー・マイケル・スティーブンス(1958-)が務めている。

## 一覧
| 写真                     | 在任中の爵位 氏名 （生没年）                                               | 在任期間    | 国王 （在位）             | 出典          |
| ------------------------ | -------------------------------------------------------------------------- | ----------- | ------------------------- | ------------- |
|                          | ヘンリー・ノリス (1536年没)                                                | 1526 - 1536 | ヘンリー8世 (1509–1547)   | [ 6 ]         |
|                          | アンソニー・デニー （1501-1549）                                           | 1536年頃    | ヘンリー8世 (1509–1547)   | [ 9 ]         |
|                          | ピーター・オズボーン (1521-1592)                                           | 1551-1552   | エドワード6世 (1547–1553) | [ 10 ]        |
|                          | ジョン・タムワース (生没年不詳)                                            | 1559‐1569   | エリザベス1世 (1558–1603) |               |
|                          | ヘンリー・セクフォード                                                     | 1569-1603   | エリザベス1世 (1558–1603) |               |
|                          | 初代準男爵 サー・リチャード・モリニュー (1560-1622)                        | 1607-?      | ジェームズ1世 (1603–1625) |               |
|                          | 初代ダンバー伯爵 ジョージ・ヒューム (1556-1611)                            | 1610-1611   | ジェームズ1世 (1603–1625) |               |
|                          | 初代アナンデイル伯爵 ジョン・マレー (?-1640)                               | 1611-1616   | ジェームズ1世 (1603–1625) |               |
|                          | 初代モリニュー子爵 リチャード・モリニュー (1594-1636)                      | 1616?–1636  | チャールズ1世 (1625–1649) |               |
|                          | 初代アンクラム伯爵 ロバート・カー (1578-1654)                              | 1636?–1639  | チャールズ1世 (1625–1649) | [ 11 ]        |
|                          | 初代アーリントン伯爵 ヘンリー・ベネット (1618-1685)                        | 1661–1662   | チャールズ2世 (1660–1685) | [ 5 ]         |
|                          | 初代ファルマス伯爵 チャールズ・バークリー (1630-1665)                      | 1662-1665   | チャールズ2世 (1660–1685) | [ 5 ]         |
|                          | バティスト・メイ (1628–1698)                                               | 1665–1685   | チャールズ2世 (1660–1685) | [ 5 ]         |
|                          | ジェームズ・グレアム (1649–1730)                                           | 1685–1689   | ジェームズ2世 (1685–1688) | [ 5 ]         |
|                          | 初代ポートランド伯爵 ウィリアム・ベンティンク (1649-1709)                  | 1689-1700   | ウィリアム3世 (1689–1702) | [ 5 ]         |
|                          | キャスパー・フレデリック・ヘニング (?–1742)                                | 1700-1702   | ウィリアム3世 (1689–1702) | [ 5 ]         |
|                          | マールバラ公爵夫人 サラ・ジェニングス (1660-1744)                          | 1702-1711   | アン (1702–1714)          | [ 5 ]         |
|                          | マサム男爵夫人 アビゲイル・マサム (1670-1734)                              | 1711-1714   | アン (1702–1714)          | [ 5 ]         |
|                          | キャスパー・フレデリック・ヘニング (?–1742)                                | 1714-1727   | ジョージ1世 (1714–1727)   | [ 5 ]         |
|                          | オーガスタス・シューツ (1689-1757)                                         | 1727–1757   | ジョージ2世 (1727–1760)   | [ 5 ]         |
|                          | エドワード・フィンチ (1697-1771)                                           | 1757-1760   | ジョージ2世 (1727–1760)   | [ 5 ]         |
|                          | 第3代ビュート伯爵 ジョン・ステュアート (1713-1792)                         | 1760–1763   | ジョージ3世 (1760–1820)   | [ 5 ]         |
|                          | ウィリアム・ブレトン (?–1773)                                              | 1763–1773   | ジョージ3世 (1760–1820)   | [ 5 ]         |
|                          | 第5代カーディガン伯爵 ジェームズ・ブルーデネル (1725-1811)                 | 1773-1811   | ジョージ3世 (1760–1820)   | [ 5 ]         |
|                          | 初代準男爵 サー・ジョン・マクマホン                                        | 1812-1817   | ジョージ3世 (1760–1820)   | [ 5 ]         |
|                          | 初代ブルームフィールド男爵 ベンジャミン・ブルームフィールド (1768-1846)    | 1817-1822   | ジョージ3世 (1760–1820)   | [ 5 ]         |
| ジョージ4世 (1820–1830)  | 初代ブルームフィールド男爵 ベンジャミン・ブルームフィールド (1768-1846)    | 1817-1822   |                           | [ 5 ]         |
|                          | 初代準男爵 サー・ウィリアム・ナイトン (1776-1836)                          | 1822-1830   |                           | [ 5 ]         |
|                          | 初代準男爵 サー・ヘンリー・フェルトリー (1777-1852)                        | 1830-1846   | ウィリアム4世 (1830–1837) | [ 5 ]         |
| ヴィクトリア (1837–1901) | 初代準男爵 サー・ヘンリー・フェルトリー (1777-1852)                        | 1830-1846   |                           | [ 5 ]         |
|                          | ジョージ・エドワード・アンソン (1812-1849)                                 | 1847-1849   | [ 13 ]                    |               |
|                          | サー・チャールズ・ボーモント・フィップス (1801-1866)                       | 1849-1866   | [ 14 ]                    |               |
|                          | サー・チャールズ・グレイ (1804-1870) ※ビダルフ卿とともに共同就任。         | 1866-1867   | [ 15 ]                    |               |
|                          | サー・トマス・ミドルトン・ビダルフ (1809-1878) ※グレイ卿とともに共同就任。 | 1866-1878   | [ 15 ]                    |               |
|                          | サー・ヘンリー・ポンソンビー (1825-1895)                                   | 1878‐1895   | [ 16 ]                    |               |
|                          | サー・フリートウッド・エドワーズ (1842-1910)                               | 1895‐1901   | [ 17 ]                    |               |
|                          | サー・ダイトン・プロビン (1833-1924)                                       | 1901-1910   | エドワード7世 (1901–1910) | [ 18 ]        |
|                          | サー・ウィリアム・キャリントン (1845-1914)                                 | 1910-1914   | ジョージ5世 (1910–1936)   | [ 19 ] [ 20 ] |
|                          | 初代サイゾンビー男爵 フレデリック・ポンソンビー (1867-1935)                | 1914-1935   | ジョージ5世 (1910–1936)   | [ 21 ]        |
|                          | 初代ウィグラム男爵 クライブ・ウィグラム (1873-1960)                        | 1935-1936   | ジョージ5世 (1910–1936)   | [ 22 ]        |
|                          | サー・ウリック・アレクサンダー (1889-1973)                                 | 1936-1952   | ジョージ6世 (1936–1952)   | [ 23 ] [ 24 ] |
|                          | 第2代トライオン男爵 チャールズ・トライオン (1906-1976)                     | 1952-1971   | エリザベス2世 (1952-2022) | [ 25 ]        |
|                          | サー・レニー・モウズレー (1915-1988)                                       | 1971-1981   | エリザベス2世 (1952-2022) | [ 26 ]        |
|                          | サー・ピーター・マイルズ (1924-2013)                                       | 1981-1987   | エリザベス2世 (1952-2022) | [ 27 ]        |
|                          | サー・シェイン・ブルウィット (1935-)                                       | 1988-1996   | エリザベス2世 (1952-2022) | [ 28 ]        |
|                          | サー・マイケル・ピート (1949-)                                             | 1996-2002   | エリザベス2世 (1952-2022) | [ 29 ]        |
|                          | サー・アラン・レイド (1947-)                                               | 2002-2017   | エリザベス2世 (1952-2022) | [ 30 ]        |
|                          | サー・マイケル・スティーブンス (1958-)                                     | 2018-       | エリザベス2世 (1952-2022) | [ 31 ]        |
|                          | サー・マイケル・スティーブンス (1958-)                                     | 2018-       | チャールズ3世 (2022-)     | [ 31 ]        |